# Boconó (khu tự quản)
Boconó là một khu tự quản thuộc bang Trujillo, Venezuela. Thủ phủ của khu tự quản Boconó đóng tại Boconó. Khự tự quản Boconó có diện tích 1365 km2, dân số theo điều tra dân số ngày 21 tháng 10 năm 2001 là 79710 người.